# Memmings härad

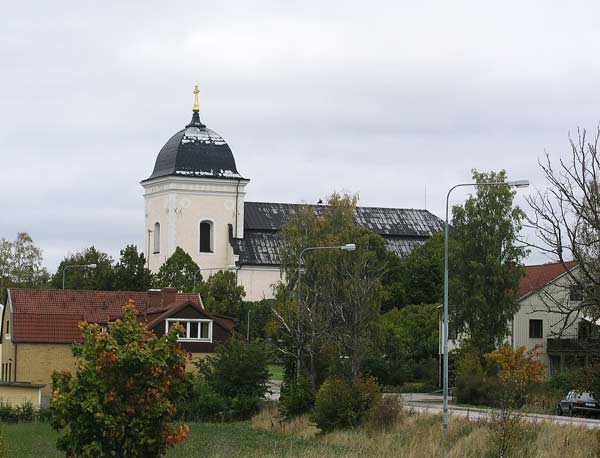
Kimstads kyrka

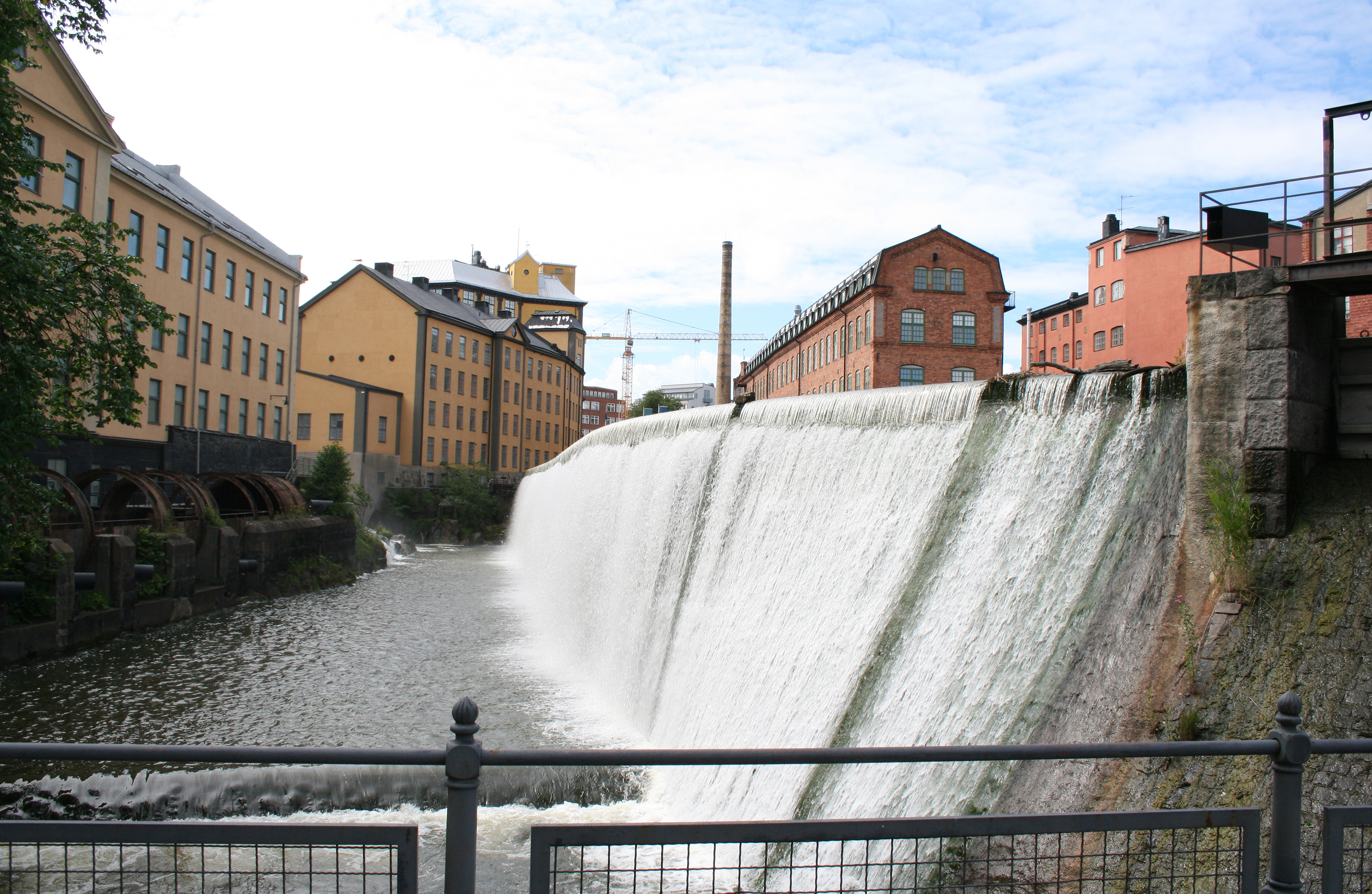
Motala ström i centrala Norrköping

Memmings härad var ett härad i den nordöstra  Östergötland. Häradet omfattade delar av nuvarande Norrköpings kommun. Den totala arealen mätte 184 km², varav land 146 och befolkningen uppgick år 1930 till 8 858 invånare.
Häradet hade före 1863 tre tingsställen: Herrebro, vid kyrkan i Löt och från 1719 Kimstad. 1863 flyttades tingsstället till Norrköping

## Geografi
Memmings härad var beläget mellan sjöarna Roxen och Glan och består är till största delen en del av Östgötaslättens flacka jordbruksbygder. Här och var finns blandad skogsmark. Området höjer sig söderut mot en förkastningsbrant som löper norr om Göta kanal med högsta höjd 93 m ö.h. Kanalen avgränsar delvis häradet i söder medan området genomströmmas av Motala ström som avvattnar Roxen till Glan och därefter rinner österut till dess mynning i Bråviken utanför Norrköping. Memmings härad gränsade i norr mot Bråbo härad, i öster av Lösings härad, i sydost och söder mot Hammarkinds och Skärkinds härader, i sydväst mot Åkerbo härad och i väster mot Finspånga läns härad.
Häradet saknade köpingar men hade ett municipalsamhälle - Borgs villastad - som inrättades år 1900 men som upplöstes år 1936 när hela Borgs socken inkorporerades i Norrköpings stad. Största tätort är numera Skärblacka belägen cirka 12 km väster om Norrköping.

## Historia
Landskapet Östergötland har varit befolkat sedan urminnes tider och dess invånare omtalas för första gången under folkvandringstiden. Redan tidigt utgjorde landskapet en av de tre centralbygder som under medeltiden skulle komma att forma konungariket Sverige. Slättbygderna i landskapets centrala delar genomkorsades under stenåldern av en fjärd som förband sjön Vättern med havet, och vartefter landet höjdes bildades den bördiga Östgötaslätten på vilken Memmings härad var beläget. Namnet skrevs år 1366 j Mithmiga hæræthe, vilket betyder "midhmingarnas härad". Detta åsyftar en beteckning, midhmingar på de inbyggare som bodde i området. Detta inbyggarnamn har bildats till ett gammalt namn på Motala ström - Miædhm eller Miødhm med betydelsen Mellanån eller dylikt. Häradet bestod ursprungligen av fyra socknar, vilket reducerades till tre år 1803 när Löts socken uppgick i Borgs socken. Bland häradets kyrkor är Kimstads kyrka den äldsta med spår från 1100-talet, medan Borgs kyrka och Kullerstads kyrka båda härrör från 1200-talet. Endast den sistnämnda är dock kvar i någorlunda originalskick, medan de andra två huvudsakligen är 1700-talsprodukter.
Häradets traditionella tingsplats var belägen vid Herrebro i Borgs socken där också ett område med hällristningar från bronsåldern hittats. På platsen fanns en mindre handelsplats med hamnläge vid Motala ström, och platsen förefaller ha varit mycket viktig i Östergötland från vendeltiden fram t.o.m. vikingatiden. I närheten låg också Borg som var en stormannagård. Tingsplatsen flyttades därefter till Skattna där den medeltida Eriksgatan också passerade från 1200-talet och framåt på sin väg mellan Norrköping och Linköping. Vid Norsholm låg under 1300-talet en biskopsborg under namnet Munkeboda, och platsen har i osäkra källor från 1500-talet pekats ut den för ett kloster som sensationellt nog ska ha anlagts i mitten av 800-talet. Det finns dock inget som styrker detta påstående. Norrköping fick sina stadsrättigheter bekräftade år 1384 men kan ha haft dem redan tidigare. Staden kom att uppföras i gränslandet mellan Memmings, Bråbo och Lösings härader. Platsen var dock bebodd sedan långt tidigare. Under 1500-talet uppfördes ett slott i staden - Norrköpingshus - som dock förstördes av en brand år 1604, samma år som riksdagen hölls i staden då hertig Karl utropades till kung Karl IX. År 1613 började ett nytt slott byggas - Johannisborg - döpt efter Johan, hertig av Östergötland som var brorson till kungen. Staden kom under 1600-talet att utvecklas till en viktig industristad, där fabriker inom en rad områden växte fram däribland ett mässingsbruk och textilindustrier. Utvecklingen fortsatte, nya riksdagar hölls i staden både år 1769 och år 1800 och under dessa århundrader växte staden till Sveriges till befolkningen tredje största, men fick se sig överseglad av Malmö redan år 1870.
Bland häradets övriga industriorter märks dess största tätort Skärblacka, där ortens pappersbruk uppfördes år 1872. Orten hade länge en station vid Norra Östergötlands Järnvägar (NÖJ) som förband Södra stambanan vid Kimstad med Finspång i norra Östergötland, men ingen persontrafik bedrivs längre på denna sträcka. Utanför Kimstad ligger Löfstad slott som omtalades för första gången år 1422 och en mangårdsbyggnad med flyglar kring en kvadratisk borggård uppfördes. Byggnaden förstördes dock av en brand, och den nuvarande huvudbyggnad uppfördes mellan åren 1630-1660. Bland häradets andra herresäten märks Ribbingsholm norr om Skärblacka och Wij gård vid Glans södra strand som numera är behandlingshem.

## Socknar
Memmings härad omfattade tre socknar i Norrköpings kommun:
- Borg, uppgick 1936 i Norrköpings stad
- Kimstad (före 1888 även en del i Finspånga läns härad)
- Kullerstad (före 1888 även en del i Finspånga läns härad)

## Län, fögderier, tingslag, domsagor och tingsrätter
Socknarna ingick i Östergötlands län. Församlingarna tillhör(de) Linköpings stift.
Häradets socknar hörde till följande fögderier:
- 1720-1899 Finspångs läns, Bråbo och Memmings fögderi
- 1900-1917 Björkekind, Östkind, Lösing, Bråbo och Memmings fögderi
- 1918-1966 Finspångs fögderi
- 1967-1990 Norrköpings fögderi

Häradets socknar tillhörde följande tingslag, domsagor och tingsrätter:
- 1680-1873 Memmings tingslag i 
  - 1680-1852 Åkerbo, Bankekinds, Hanekinds, Memmings och Skärkinds härader (som var delad mellan 1781 och 1805)
  - 1853-1873 Björkekinds, Östkinds, Lösings, Bråbo och Memmings domsaga
- 1874-1903 Lösing, Bråbo och Memmings tingslag i Lösings, Bråbo, Memmings, Björkekinds och Östkinds häraders domsaga
- 1904-1947 Bråbygdens tingslag i Bråbygdens och Finspånga läns domsaga från 1927
- 1948-1970 Bråbygdens och Finspånga läns domsagas tingslag i Bråbygdens och Finspånga läns domsaga

- 1971- Norrköpings tingsrätt och domsaga

## Häradshövdingar
| Ämbetstid | Namn                              | Levandstid |
| --------- | --------------------------------- | ---------- |
| 1366–1389 | Håkan Fadersson (Stjärnbåt)       |            |
| 1395      | Jon Nilsson (stjärna)             |            |
| 1413–1419 | Harald Hemmingsson (stjärna)      |            |
| 1422–1450 | Johan Håkansson (Rosenstråle)     |            |
| 1453–1455 | Erik Björnsson                    |            |
| 1455–1479 | Peder Frändesson                  |            |
| 1480–1485 | Bengt Klausson (ållon på en gren) |            |
| 1490–1505 | Peder Karlsson                    |            |
| 1513–1530 | Lars Birgersson                   |            |
| 1530–     | Peder Knutsson (Soop)             |            |
| 1536–1539 | Kalmar-Nils                       |            |
| 1540–1541 | Bengt Eriksson Slatte             |            |
| 1546–1552 | Bengt Hogenskild                  |            |
| 1568      | Jöran Sonesson                    |            |
| 1573      | Sven Lillie                       |            |
| 1580      | Erik Jönsson (Lillie)             |            |
| 1594–1598 | Tyge Larsson (Gyllencreutz        |            |
| 1620      | Lars Tygesson (Gyllencreutz)      |            |
| 1627      | Botvid Larsson (Anckar)           |            |
| 1628–     | Isak Silfverhielm                 | –1650      |
| 1636–1639 | Ivar Nilsson (Natt och Dag)       | 1590–1651  |
| 1652–     | Petrus Ekenberg                   |            |